# Hyalinoecia robusta
Hyalinoecia robusta är en ringmaskart som beskrevs av Southward 1977. Hyalinoecia robusta ingår i släktet Hyalinoecia och familjen Onuphidae. Arten har ej påträffats i Sverige. Inga underarter finns listade i Catalogue of Life.